# 마레크 쿠스토
마레크 안제이 쿠스토(폴란드어: Marek Andrzej Kusto, 1954년 4월 29일, 마워폴스카 주 보흐니아 ~)는 폴란드의 전직 프로 축구 선수이자 감독이다.
그는 비스와 크라쿠프, 레기아 바르샤바, 그리고 베베런(벨기에) 등의 국내와 해외의 여러 구단들을 전전했했고, 폴란드 국가대표팀에서도 활동하며 1974년, 1978년, 그리고 1982년에 3차례 월드컵에 참가했는데, 이 중 1974년 대회와 1982년 대회에서 3위에 입상했다.
이후, 그는 비스와 크라쿠프, 비제프 우치, 그리고 아르카 그디니아 등을 비롯한 다수 구단들을 지도했다.

## 수상
레기아 바르샤바
- 푸하르 폴스키: 1979–80, 1980–81

베베런
- 벨기에 1부 리그: 1983–84
- 벨기에 컵: 1982–83
- 벨기에 슈퍼컵: 1984

폴란드
- 월드컵 3위: 1974, 1982